# Mahindra Marazzo
La Mahindra Marazzo è un'autovettura prodotta dal 2018 dalla casa automobilistica indiana Mahindra & Mahindra.

## Profilo e contesto
Presentata inizialmente nel 2018, in seguito la Marazzo è stata esposta al North American International Auto Show 2019 insieme alla Mahindra Roxor.
La Marazzo (nome in codice del progetto U321) è stata progettata e sviluppata dal Mahindra Design Studio in collaborazione con la Pininfarina e insieme alle divisioni Mahindra Research Valley e Mahindra Automotive North America. 
Dal punto di vista meccanico la vettura, che è realizzato su un telaio contenente il 52% di acciaio ad alta resistenza, è alimentata da un motore diesel a quattro cilindri da 1,5 litri che eroga 123 CV (90 kW) e 300 Nm di coppia. Lo schema tecnico è del tipo "tuttoavanti", con il motore disposto in posizione trasversale e la trazione anteriore; l'unica trasmissione disponibile è un cambio cambio manuale a 6 marce. Dal punto di vista della sicurezza, la vettura ha ricevuto una valutazione di quattro stelle per gli occupanti adulti e 2 stelle per i bambini dal ente Global NCAP nel 2018.